# Clíper

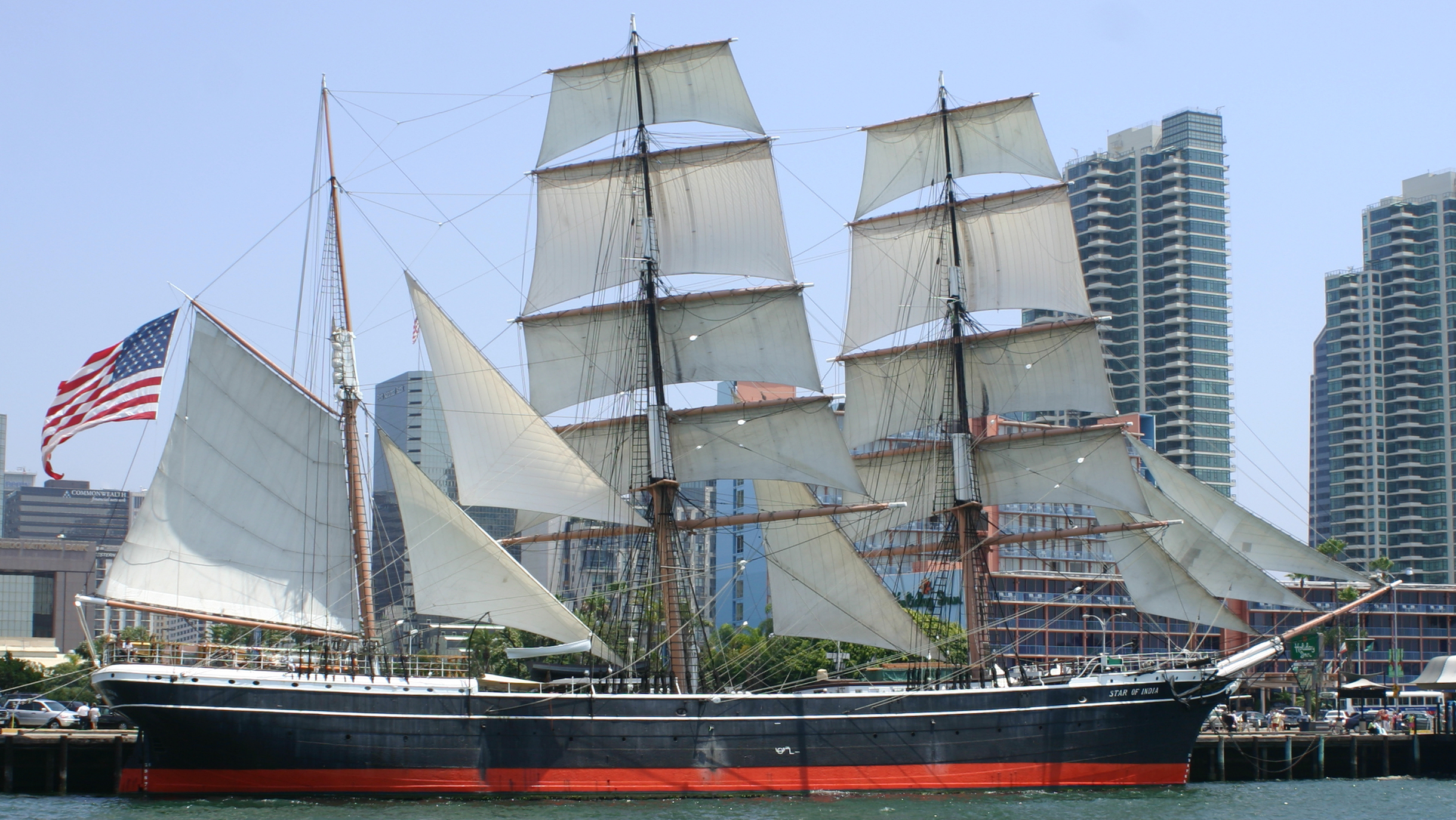
El clíper Star of India atracat a San Diego, Califòrnia. Amb aparell de bricbarca.

El clíper era un vaixell de vela, amb tres o més pals, característic de la segona meitat del s.XIX i principis del s.XX. Dissenyats per transportar mercaderies peribles el més ràpid possible, gràcies a una gran vela i un buc esvelt de fusta o d'acer. Van ser creats a la costa est dels Estats Units, estaven al màxim del seu desenvolupament a mitjans del s.XIX a les rutes comercials del te i del cotó de l'Imperi Britànic i a la connexió, via Cap d'Hornos, entre Nova York i San Francisco a l'època de la febre de l'or.

## Història

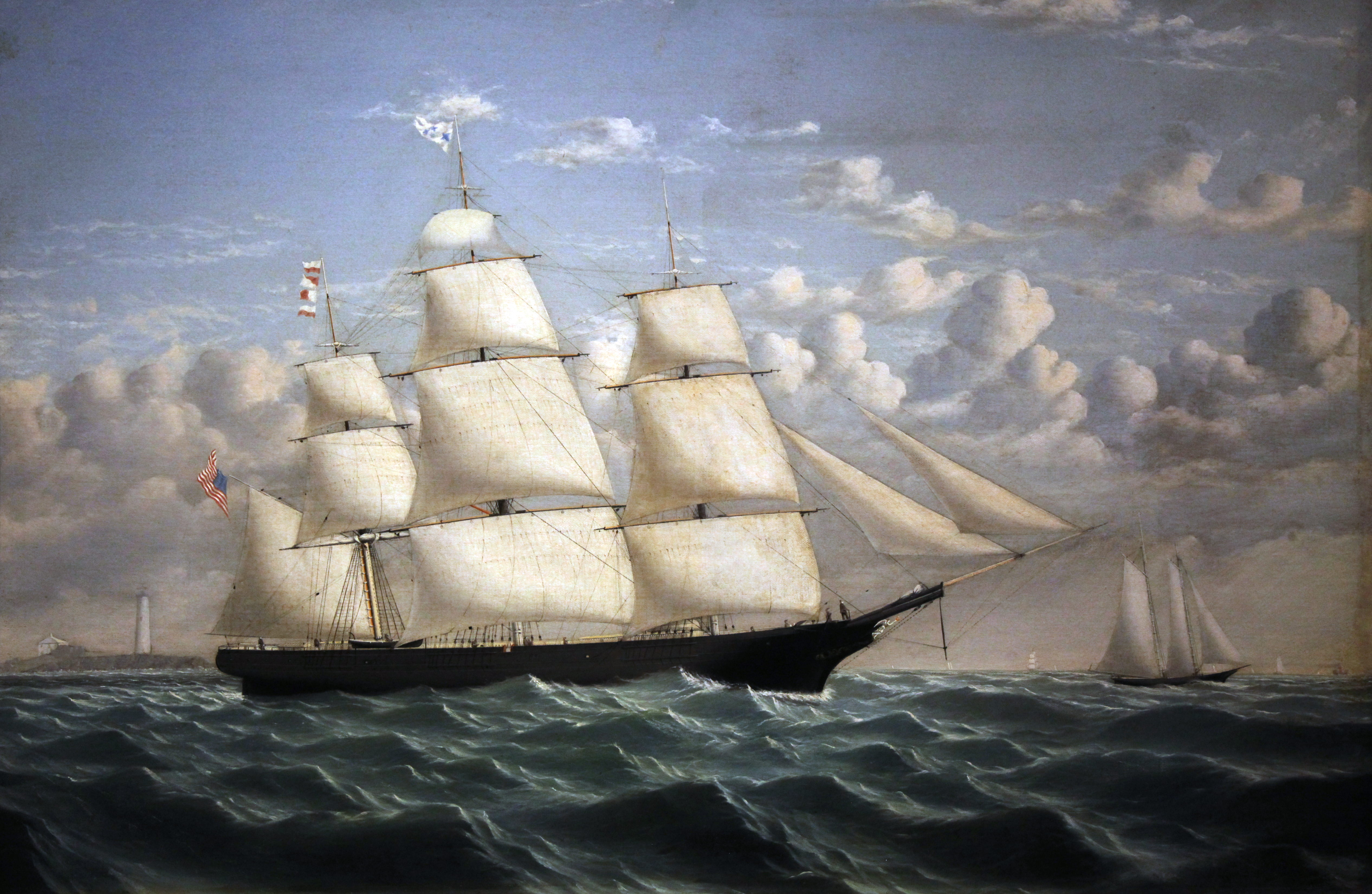
El clíper Northern Light, de 55 m d'eslora i aparellat de fragata (1851).

El nom "clíper" prové del substantiu anglès «clip», paraula informal que significa «índex de velocitat», el que procedeix bé ràpid es diu en anglès que procedeix «at a good clip». Els clípers van ser el cant de cigne de la navegació a vela davant l'assetjament dels vaixells de propulsió mecànica. Canviant per complet els conceptes de disseny naval, en la dècada dels anys 30 del segle xix va aparèixer a Escòcia un intent de produir un vaixell que fos ràpid tot i ser mogut pel vent. El secret estava en un radical redisseny del buc, que passaria d'una forma panxut per acollir la càrrega, a una forma prima fent vaixells més llargs i estrets en comptes de curts i amples. Sovint, la Scottish Maid, una goleta avarada a Aberdeen el 1839, és considerada com la mare dels Clipers, la màxima expressió dels quals foren els grans vaixells construïts en el tercer quart del segle xix per a l'anomenada «Cursa del te».
La seva capacitat de recórrer milers de milles sense haver de fer escales per a recarregar carbó, els va atorgar un cert avantatge competitiu davant del vaixell de vapor que els va fer idonis per a les curses d'especulació pel transport de carregaments de te des de les costes de l'oceà Índic fins als ports de Gran Bretanya en el menor temps possible. Això va permetre que sobrevisquessin pràcticament fins al segle xx.
L'obertura del canal de Suez a 1869, escurçant a menys de la meitat la travessia Londres-Xangai, va suposar la pèrdua de l'avantatge dels clípers respecte als vaixells de vapor, cosa que els abocaria a la seva fi.
Fins fa poc els clípers eren representats pel que potser va ser el seu últim supervivent, el Cutty Sark, construït a 1870, que es va mantenir en servei comercial fins al 1922 i va sobreviure com a museu flotant fins al 20 de maig de 2007, quan va ser severament danyat en un incendi aparentment provocat. Altres famosos vaixells d'aquest tipus van ser el Thermopylae i el The Tweed. Un clíper de tipus americà que encara es manté a la superfície com a museu és la Fragata Presidente Sarmiento, amarrada a Puerto Madero, a Buenos Aires.

## Evolució del disseny

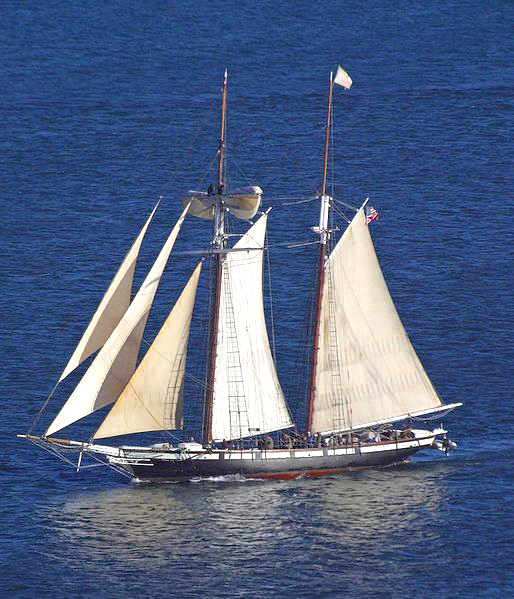
Rèplica del "clíper de Baltimore" de 1847 Californian construïda l'any 1984

Els primers vaixells anomenats clípers foren els clípers de Baltimore, també coneguts amb el nom més genèric de clípers de Chesapeake. Es tractava de vaixells lleugers dissenyats per a la velocitat. Amb bucs molt fins i aparellats de goleta o de goleta de velatxos, ja existien abans de la guerra d'independència nord-americana. La Guerra Anglo-Americana de 1812-1815, va permetre la construcció d'alguns clípers notables, noliejats amb patents de cors, que permeteren uns guanys considerables als seus propietaris.
Un vaixell corsari i clíper d'anomenada fou el Prince de Neufchâtel (328 tones, 34 m d'eslora, 13,5 nusos de velocitat).
Inspirats en els clípers corsaris hi ha uns quants vaixells que es disputen l'honor de ser el primer clíper construït per a viatges de llarga durada :
- Falcon (175 tones, Cowes, 1815)
- Falcon (351 tones, Cowes, 1824)[5]

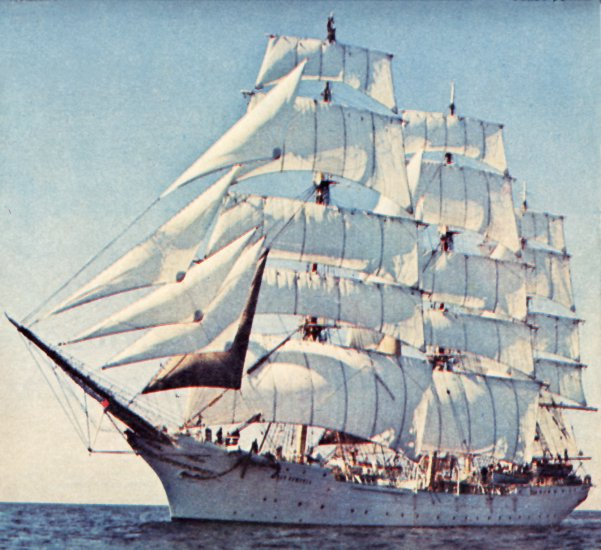
Fragata "Dar Pomorza", quan era vaixell escola de la marina polonesa.

- Red Rover (328 tones, 1830, Calcuta)[6]
- Ann McKim (494 tones, Baltimore, 1833)[7][8][9]
- Scottish Maid (150 tones OM, 1839, Aberdeen)[10]
- Rainbow (757 tones OM,, Nova York, 1845)[11]
- Sea Witch (908 tones, Nova York 1846)[12]

Els clípers Rainbow i Sea Witch foren dissenyats per l'enginyer naval John Willis Griffiths, que preconitzava unes formes del buc completament diferents de les tradicionals. Amb la secció mestra desplaçada cap a popa i l'obra viva a proa de formes còncaves. Aquells dissenys revolucionaris demostraren ser eficaços i foren la inspiració de tots els clípers posteriors. Els seus clípers estaven basats en la teoria i els càlculs, i les seves obres demostren els seus coneixements en la matèria, sense oblidar els aspectes històrics i les normatives legals de molts països.
Per a observar detalls i formes constructives és indispensable mirar i analitzar els plànols adequats.

## Formes del buc
La característica fonamental d’un clíper rau en la velocitat de desplaçament. L’aparell pot ser divers (fragata, bricbarca, bergantí, goleta...) sempre que la superfície vèlica sigui important. Pel que fa a la forma del buc, l’expert Howard Chapelle parlava de tres tipus diferents: el primer tipus seria característic els bucs dels clípers de Baltimore (fins de secció, amb una obra viva formant un gran angle i extrems molt fins); el segon tipus correspondria a bucs amb una secció mestra més plena i amb el fons més pla ("deadrise" moderat) però amb els extrems afinats. El tercer tipus de buc seria un compromís entre les formes més planes –permetent una gran capacitat de càrrega- i els afinaments i el fons angular.

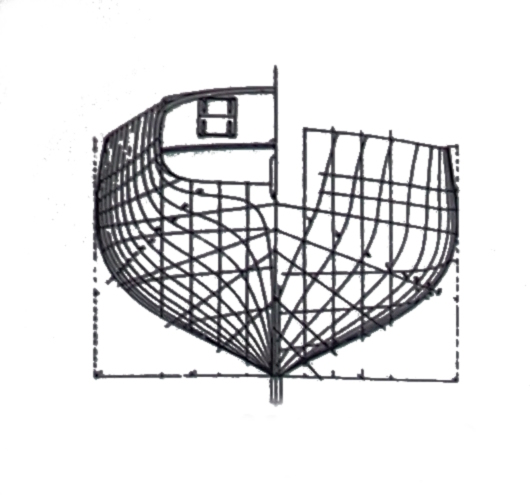
Plànol de seccions del Prince de Neufchatel.
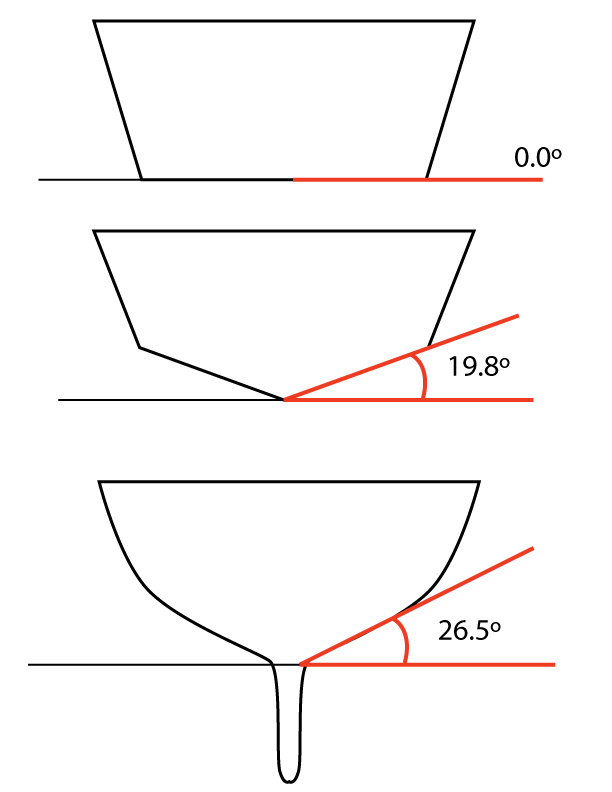
Angle del fons del buc. "Deadrise" en anglès.

## Materials

### Buc

#### Bucs de fusta
| « | As to the types of wood used in building the American clipper ship, a number of varieties were used. Rock maple, white oak, live oak, hackmatack, chestnut, pine, and locust were the woods most commonly used in fashioning the componenets that needed the most strength, such as the keel, keelson, ribs, and hanging knees (braces) that supported the deck. | » |
| — The American Clipper Ship, 1845-1920: A Comprehensive History, with a Listing of Builders and Their Ships. | |   |

#### Bucs "composite"

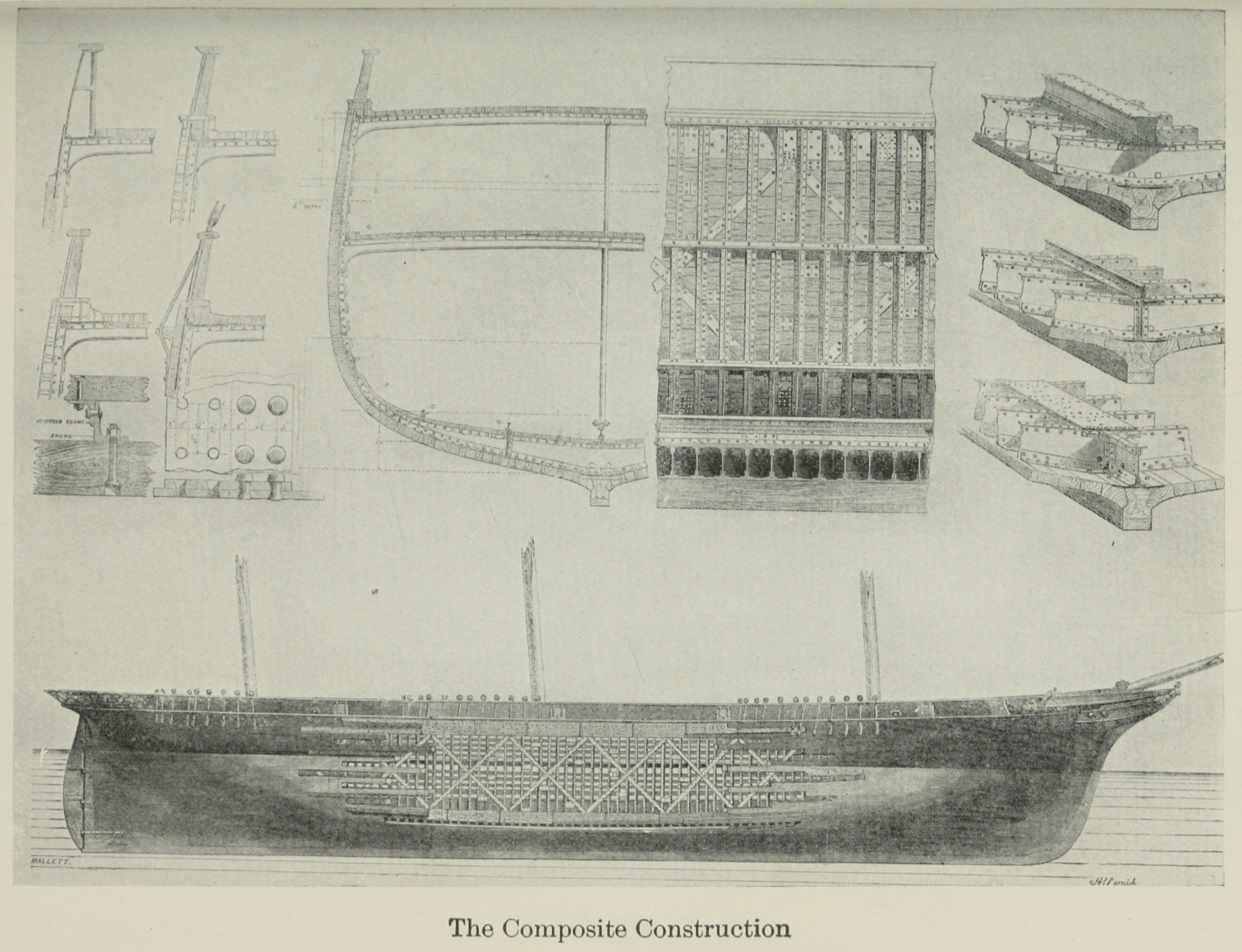
Detalls d’un buc «composite».

Alguns dels clípers més famosos tenien bucs compostos (anomenats "composite" en obres especialitzades en anglès): estructura de ferro forjat industrial ("Wrought iron"), folre i coberta de fusta.

#### Bucs de ferro i acer

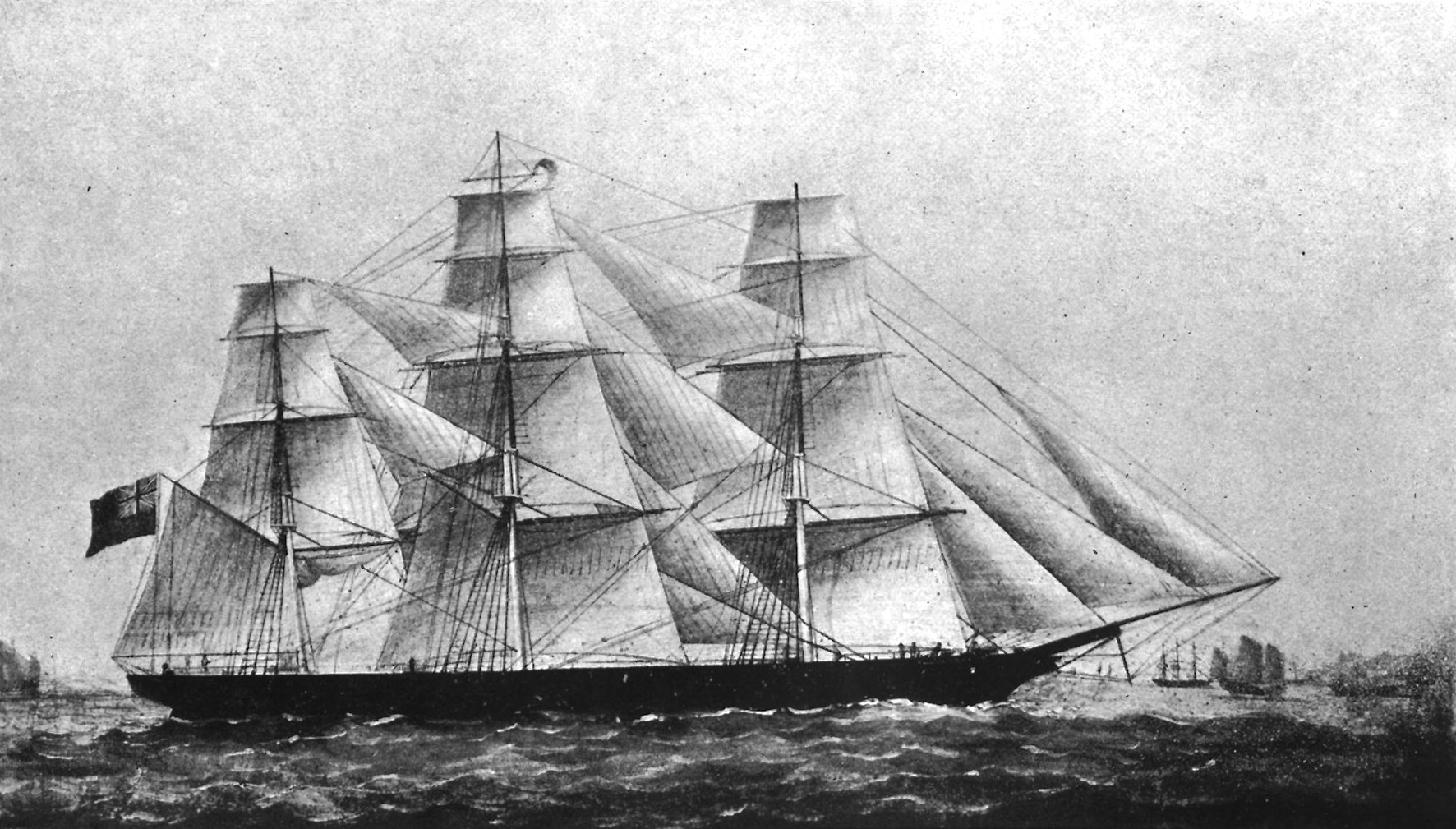
Lord of the Isles, primer clíper amb buc de ferro forjat industrial (1853).

El primer clíper amb buc de ferro forjat industrial fou Lord of the Isles.

### Arboradura
La major part dels arbres i vergues dels clípers eren de fusta. Bàsicament variants de cedre i pins. Hi ha una obra notable sobre la construcció de pals i aparellat de vaixells de vela.
| «                                                                    | The timbers commonly used for masts are fir and pine, and are distinguished by mast-makers by the name of the place from which they are exported-as, the Norway and Riga firs, Canada red, yellow, and white pines, &c. The lower masts are generally made of yellow and the topmasts of red pine. In the selection of trees for making masts, yards, &c. , it is of very great importance, not only on account of waste and expense, but because the safety of a ship in tempestuous weather frequently depends on its quality. Les fustes emprades habitualment per a fer pals són l’avet i el pi. Els constructors les designen pel seu lloc d’origen: avets de Noruega o Riga, pins de Canadà roigs, grocs o blancs,...etc Els arbres mascles es fan, generalment, de pi groc i els mastelers de pi roig. La selecció dels arbres per a fer pals i vergues és molt important: no tan sols pels costos i la merma sinó perquè la seguretat del vaixell en temps de tempesta depen de la seva qualitat. | » |
| — Rudimentary Treatise on Masting, Mast-making, and Rigging of Ships | |   |

En l’obra de Kipping hi una munió de referències sobre el tipus i origen de les fustes destinades a l’arboradura.

### Velam
Les veles habituals eren teixides de cànem, lli i cotó.

### Eixàrcia
En vaixells de fusta els arbres eren de fusta i l'eixàrcia ferma de cànem. Els obencs i estais del clíper Lightning eren del conegut com a cànem de Rússia (de 11,5 polzades de diàmetre). En vaixells de ferro i acer els pals i les vergues podien ser de ferro forjat (de forma tubular). L'eixàrcia ferma esdevingué de cable metàl·lic amb parts de cadena.
L'eixàrcia de treball sovint era de cànem, però també de sisal o abacá (cànem de Manila).